# ماتیاس یاکوب اشلایدن

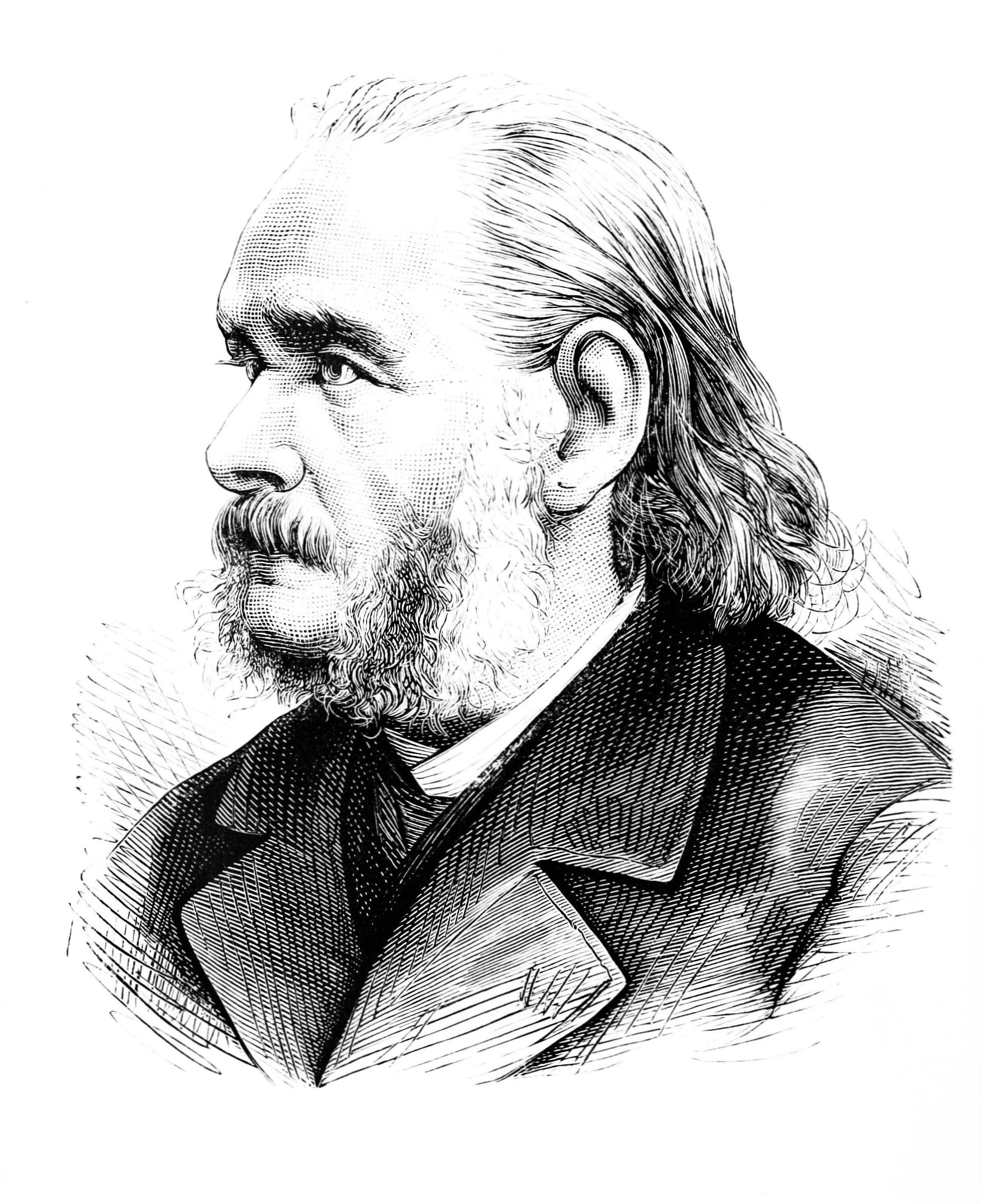
طرح‌نگاره‌ای از چهرهٔ ماتیاس یاکوب اشلایدن

ماتیاس یاکوب اشلایدن (به آلمانی: Matthias Jacob Schleiden) زاده ۵ آوریل ۱۸۰۴ مرگ ۲۳ ژوئن ۱۸۸۱
ملیت او آلمانی است و نقش مهمی در نظریه سلولی داشت.